# Singapur na Mistrzostwach Świata w Lekkoatletyce 2013
Singapur na Mistrzostwach Świata w Lekkoatletyce 2013 – reprezentacja Singapuru podczas czempionatu w Moskwie liczyła 1 zawodnika.

## Występy reprezentantów Singapuru
| Konkurencja            | Zawodnik             | Preeliminacje | Preeliminacje | Eliminacje | Eliminacje | Półfinał | Półfinał | Finał    | Finał   |
| Konkurencja            | Zawodnik             | Rezultat      | Pozycja       | Rezultat   | Pozycja    | Rezultat | Pozycja  | Rezultat | Pozycja |
| ---------------------- | -------------------- | ------------- | ------------- | ---------- | ---------- | -------- | -------- | -------- | ------- |
| Bieg na 100 m mężczyzn | Calvin Kang Li Loong | 10,52 (PB)    | 5. Q          | 10,66      | 50.        | NQ       | NQ       | NQ       | NQ      |